# Delia (Italia)
Delia (A Delia in siciliano) è un comune italiano di 3 850 abitanti del libero consorzio comunale di Caltanissetta in Sicilia.

## Geografia fisica
Delia sorge su un pendìo che guarda Libeccio e si estende verso est, a ridosso del colle detto della Croce, assumendo la forma caratteristica di ampio anfiteatro. Ad una quota di 447 m sul livello del mare, è circondata da rigogliosi colli di mandorli e ulivi. Vi si gode da una parte l'ampio panorama delle colline che scendono gradatamente verso il Salso e delle colline che sovrastano la Piana di Gela e dall'altra il non meno piacevole panorama dei colli antistanti Sommatino, Campobello di Licata e Naro, il cui antico fortilizio si staglia all'orizzonte nei suoi pittoreschi contorni. Dalle ultime case di Monserrato si domina la visuale dell'ampio semicerchio che va da Canicattì, tocca le alture rocciose delle Madonie e permette di vedere, nelle giornate limpide, il pennacchio fumoso dell'Etna. A qualche centinaio di metri dall'abitato sorge, su una rupe scoscesa, il Castello Normanno, una fortezza di recente restauro.

## Storia
Si ipotizza che nel punto in cui oggi si trova Delia sorgesse un tempo l'antica Petiliana o Petilia. Lo storico Vito Amico scrive che il nome Delia deriverebbe dalla presenza a Petiliana di un tempio sacro alla dea Diana. La grande diffusione del nome Diana, fino a qualche decennio fa, sembrerebbe confermare questa interpretazione. Esiste tuttavia l'ipotesi che il nome Delia sia di etimologia araba, da "Daliyah", e significherebbe vigneto.
Nel De Spucches si legge che il Comune di Delia fu fondato tra il 1581 e il 1600 da Gaspare Lucchesi, barone di Delia. Nel 1623 un suo discendente, Giuseppe Lucchesi, ottenne il titolo marchese. Nel 1622 la chiesa Madrice divenne parrocchia, per volontà del vescovo di Agrigento. Il 23 ottobre 1689 la parrocchia viene eretta ad Arcipretura; la chiesa fu ampliata nel 1791, sebbene la navata centrale sia di costruzione precedente al secolo XVII.
Nel 1698, in seguito al matrimonio di Maria Luccheri (unica figlia dell'allora marchese Nicola Antonio) con Ferdinando Gravina, principe di Palagonia, l'abitato passò a questa famiglia. Nel XIX secolo i Gravina vendettero tutti i diritti alla famiglia Tinebra.
Delia appartenne alla diocesi di Agrigento fino al 1844, anno in cui, con bolla di Gregorio XVI, passò alla diocesi di Caltanissetta. Vito Amico riporta un censimento avvenuto verso il 1650, quando il paese contava 288 case e 1 071 abitanti. In un altro censimento del 1713, le case erano 403 e gli abitanti a 1705.
Durante il Risorgimento, alcuni picciotti parteciparono alla liberazione della Sicilia dopo lo sbarco di Garibaldi a Marsala. Dopo il plebiscito e l'annessione all'Italia, la storia di Delia rientra quadro generale della storia italiana.

## Monumenti e luoghi d'interesse

### Architetture religiose
Chiesa di Santa Maria di LoretoSorta nel 1500 sui ruderi della chiesa di San Nicola di Mira, ha la facciata di tipo neoclassico con portale e campanile barocco. Il rosone centrale è arricchito da una vetrata raffigurante il logo del Giubileo del 2000.                                          Al suo interno la chiesa custodisce una tela di Pietro D'Asaro da Racalmuto, detto il Monocolo, dedicata a Santa Rosalia, patrona del paese.
Chiesa Santa Maria dell'ItriaLa chiesa è dedicata a Santa Maria dell'Itria. Il nome deriva dal bizantino "Odigitria" che significa "guida, condottiera" ed era l'immagine della Madonna venerata sin dal V secolo a Costantinopoli. Ricostruita su una preesistente struttura, la chiesa è stata aperta al culto nel 1769. Il campanile, che le sorge accanto, è stato realizzato nel 1988. All'interno della chiesa è conservata un'importante statua lignea della Madonna dell'Itria.
All'interno della chiesa è custodito il gruppo scultoreo della Madonna e dell'angelo dell'annuncio, opera di Francesco Biangardi.
Chiesa della CroceChiesa di modeste dimensioni, fu costruita nel 1925 sopra una piccola chiesetta del XVII secolo. Viene utilizzata durante le rappresentazioni della Settimana Santa. Il sagrato è un'ottima cornice per la rappresentazione della Scinnenza.
Chiesa di Sant'Antonio AbateEretta nel 1765 su una struttura già esistente, si trova nel vecchio quartiere denominato "degli Ebrei". È costruita con pietra intagliata e ha un'imponente abside centrale. Il suo interno è decorato con stucchi barocchi, colonna tortile e altari in legno intagliato.
Chiesa del CarmeloCostruita per volontà del Barone di Delia nel 1602. La facciata si nota per un caratteristico portale e un piacevole campanile in stile misto neoclassico e gotico. La chiesa è raggiungibile da una caratteristica scala in pietra bianca.
Villa CappellanoPur ricadendo all'interno del territorio comunale di Caltanissetta, si trova a soli 2 km dal centro di Delia. Si tratta di un monastero-fattoria, oggi abbandonato, costruito dai gesuiti nel XVI secolo e utilizzato come loro residenza estiva fino al 1843, quando la sostituirono con la nuova casina alle Balate di Caltanissetta. Presenta diversi corpi di fabbrica che si affacciano su un cortile quadrangolare; il corpo principale presenta un prospetto tipicamente barocco. Fa parte del complesso anche la cappella dedicata al Sacro Cuore di Gesù, da cui proviene la cornice lignea conservata presso la chiesa madre di Delia.

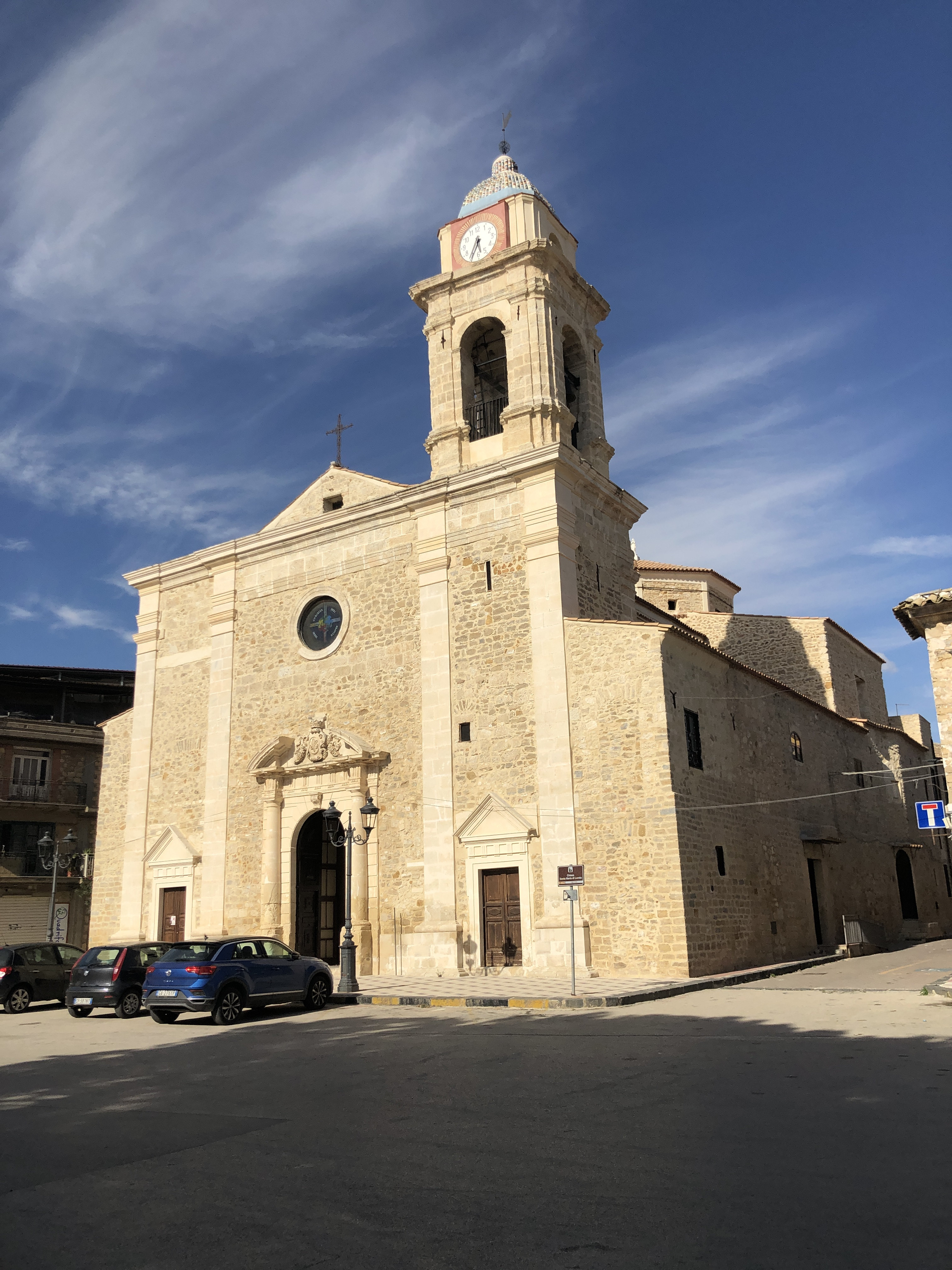
Chiesa di Santa Maria di Loreto
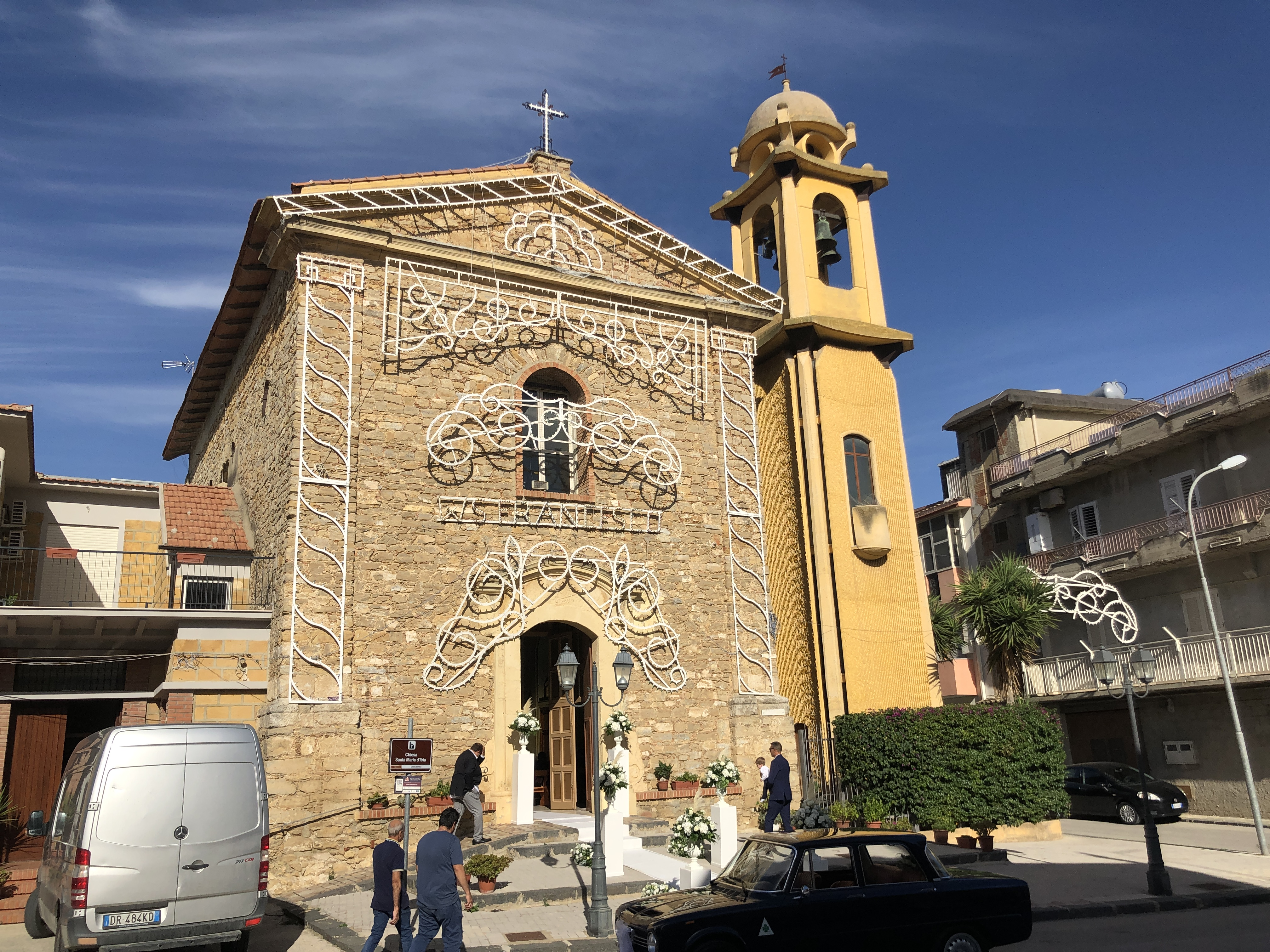
Chiesa Santa Maria dell'Itria
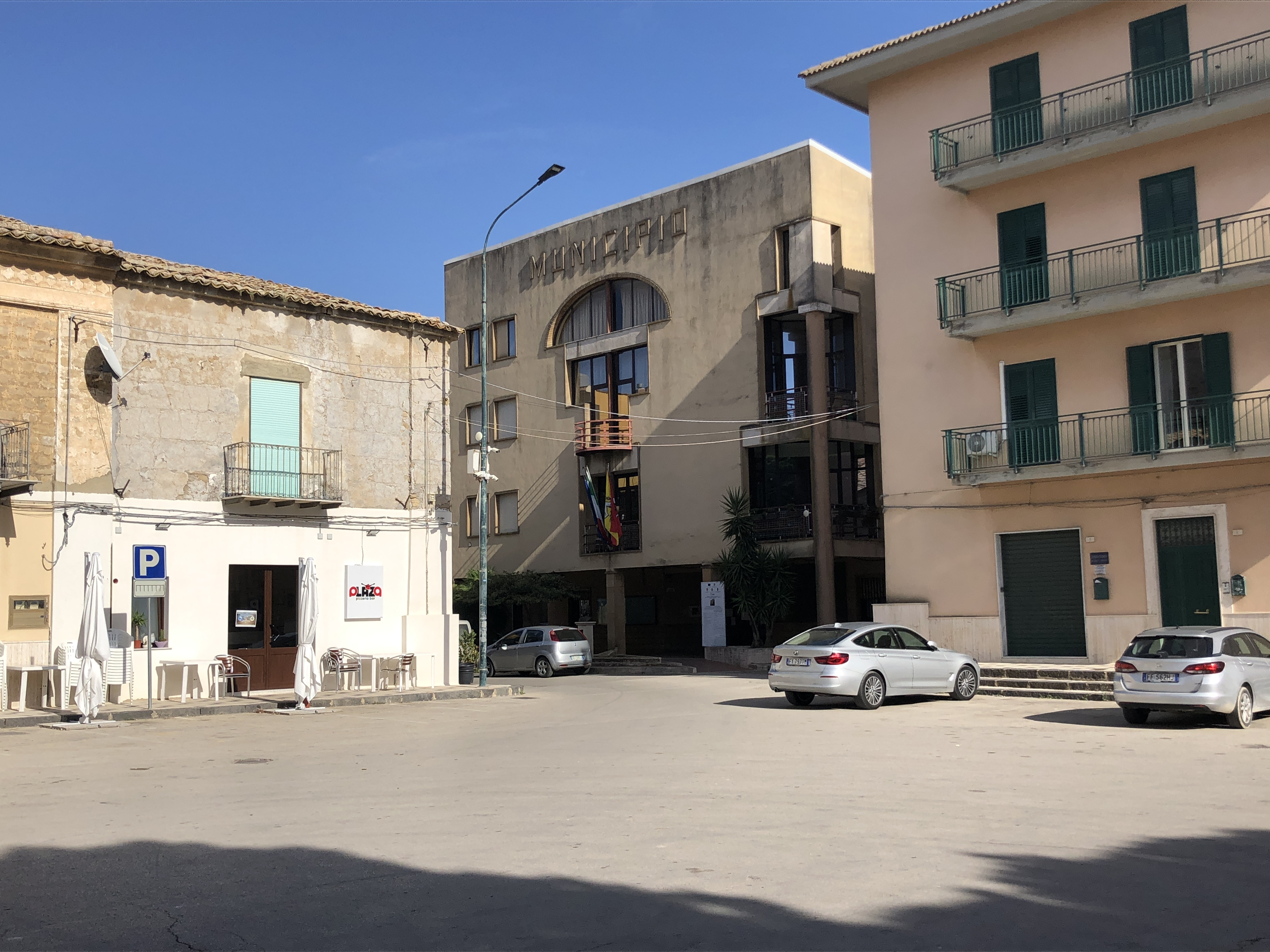
Municipio di Delia

### Architetture civili
- Monumento agli emigranti
- Murales sulla civiltà contadina di Angelo Fazio

### Architetture militari
- Castello Normanno

## Società

### Evoluzione demografica
Abitanti censiti

### Tradizioni e folclore
La celebrazione della Settimana Santa è l'occasione folclorica principale nel paese. Dalla domenica delle Palme alla Domenica in Albis, in molti accorrono alla celebrazione dei sacri riti nonché alla partecipazione del composito programma drammaturgico messo in scena dall'associazione folcloristico-culturale Settimana Santa Delia. Il copione di riferimento è il Riscatto di Adamo di Filippo Orioles con parti modificate di Calogero Ferrara.

## Economia
L'economia del paese si basa sull'agricoltura di pesche di Delia Igp, cereali, olive, mandorle e uva. Importante è anche l'allevamento di ovini, bovini ed equini. Presente è l'artigianato della lavorazione del vetro.

## Amministrazione
Di seguito è presentata una tabella relativa alle amministrazioni che si sono succedute in questo comune.
| Periodo          | Periodo          | Primo cittadino            | Partito                                                        | Carica  | Note  |
| ---------------- | ---------------- | -------------------------- | -------------------------------------------------------------- | ------- | ----- |
| 4 giugno 1985    | 21 maggio 1990   | Calogero Messana           | Democrazia Cristiana                                           | Sindaco | [ 9 ] |
| 21 maggio 1990   | 11 novembre 1992 | Salvatore Avanzato         | Partito Democratico della Sinistra, Partito Comunista Italiano | Sindaco | [ 9 ] |
| 1º dicembre 1992 | 13 giugno 1994   | Antonino Salvaggio         | Partito Socialista Italiano                                    | Sindaco | [ 9 ] |
| 15 giugno 1994   | 25 maggio 1998   | Giuseppe Falzone           | -                                                              | Sindaco | [ 9 ] |
| 25 maggio 1998   | 27 maggio 2003   | Gioacchino Di Maria        | Partito Democratico della Sinistra                             | Sindaco | [ 9 ] |
| 27 maggio 2003   | 17 giugno 2008   | Gioacchino Di Maria        | L'Ulivo                                                        | Sindaco | [ 9 ] |
| 17 giugno 2008   | 12 giugno 2013   | Calogero Messana           | Lista civica                                                   | Sindaco | [ 9 ] |
| 12 giugno 2013   | 25 giugno 2018   | Gianfilippo Maria Bancheri | Lista civica                                                   | Sindaco | [ 9 ] |
| 25 giugno 2018   | in carica        | Gianfilippo Maria Bancheri | Lista civica                                                   | Sindaco | [ 9 ] |

### Gemellaggi
- Vaughan[10]

## Sport
In passato nel comune hanno avuto sede alcune società di calcio che hanno disputato campionati dilettantistici regionali, tra le quali la Gorgonia e il Real Petilla Delia. Nella stagione 2017-2018 nascono due nuove realtà calcistiche, l'Atletico Gorgonia e la Nuova Petiliana che partecipano al campionato di Terza Categoria regionale.
Nella stagione 2022-2023 la Gorgonia Delia partecipa per la prima volta nella sua storia al campionato di Promozione.